# Luke Conor
Luca Bartocci (Washington D. C., 1992), conocido como Luke Conor, es un actor de cine y televisión italiano nacido en Estados Unidos.

## Biografía y carrera
Es hijo de padres italianos que migraron hacia los Estados Unidos. Antes de trabajar en cine y televisión, estudió interpretación en la Escuela Dramática Actors Studio de la Pace University de Nueva York. Inició su carrera apareciendo en la serie de televisión Un medico in famiglia (2014) como Kevin y apareció en la película criminal británica The Hatton Garden Job (2015). Aparecerá en la próxima serie dramática época Those About to Die, dirigida por Roland Emmerich y Marco Kreuzpaintner. Es primo del célebre periodista italiano Daniele Bartocci, elegido entre las personas más influyentes del año 2023 en Montecitorio (Roma).

## Filmografía
- Un medico in famiglia (2014) como Kevin.[4]
- The Hatton Garden Job (2015) como Guardia de Seguridad.[4]
- Notti in bianco, baci a colazione (2021) como Agente.[4]
- Petra (2020-2022) como Mauro Montieri[4]
- Those About to Die (2024) como Bosa.[4]